# Dispositivi di puntamento di Apple

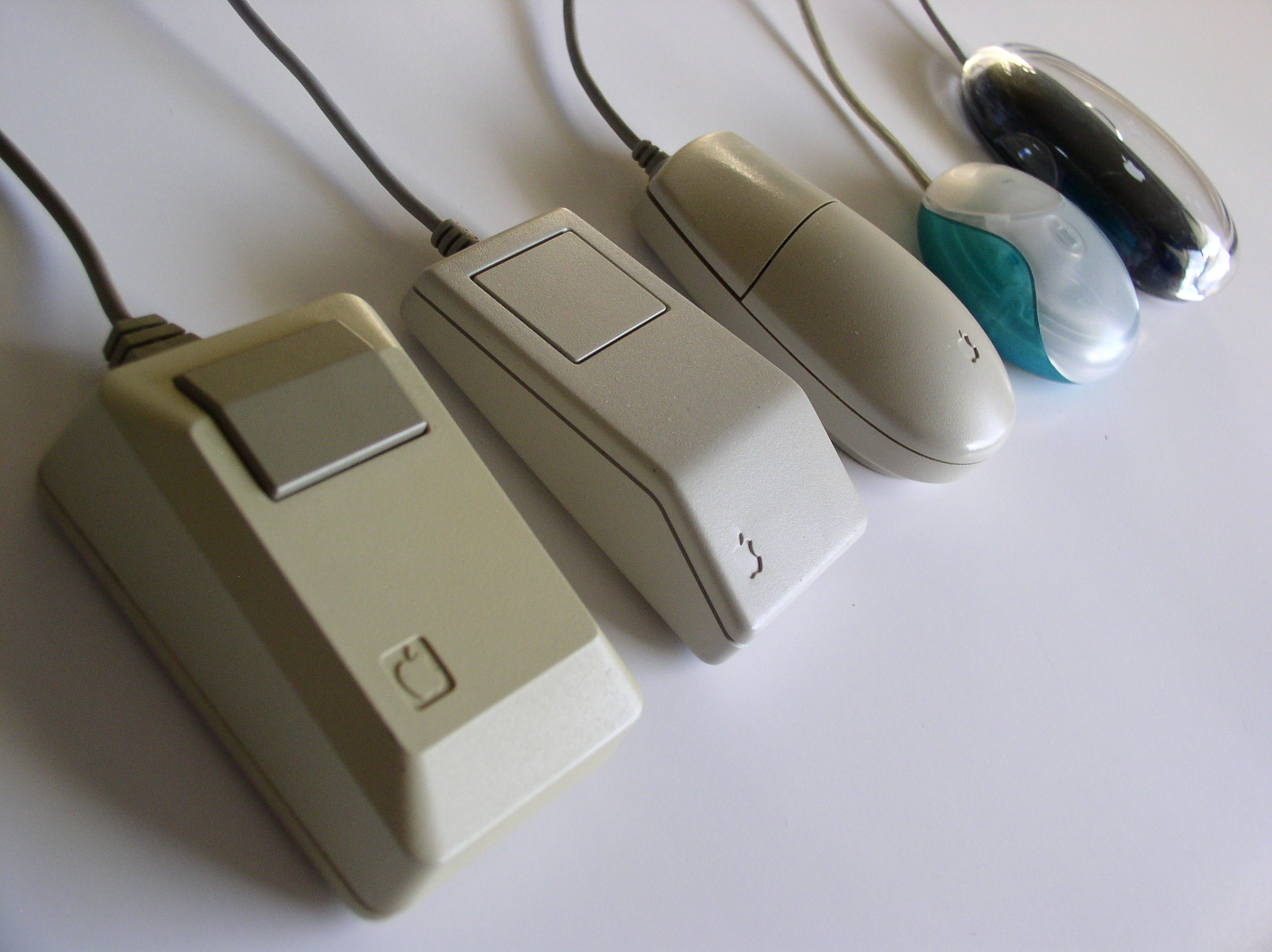
Vari mouse prodotti dalla Apple dal 1984 al 2005

I dispositivi di puntamento di Apple sono diversi modelli di mouse e trackpad da utilizzarsi prevalentemente sui Mac. Nel corso degli anni Apple ha adottato diverse forme e funzionalità sui suoi mouse, seguendo il design dell'epoca. Quelli attualmente in produzione sono il Magic Mouse 2 e il Magic Trackpad 2.

## Mouse
I mouse prodotti da Apple hanno sempre avuto un solo pulsante fino al rilascio del Mighty Mouse nel 2005, che introdusse una pallina di scorrimento cliccabile e più pulsanti programmabili.
Per la rilevazione del movimento hanno adottato un tracciamento meccanico mediante sfera fino al Pro Mouse nel 2000, che segnò il passaggio alla tecnologia ottica. Il Magic Mouse introdusse invece il controllo laser.

### Storia
Nel 1979 Apple, avendo intenzione di produrre un computer aziendale, visitò lo Xerox Palo Alto Research Center per vedere alcune delle loro tecnologie sperimentali. Fu lì che scoprirono il mouse, inventato da Douglas Engelbart mentre lavorava alla SRI International, implementato poi sullo Xerox Alto. In un'intervista, Engelbart ha dichiarato che "la SRI ha brevettato il mouse, ma in realtà non avevano idea del suo valore. Alcuni anni dopo si è scoperto che lo avevano concesso in licenza ad Apple per qualcosa come 40000 $".
Una delle maggiori problematiche era l'elevato costo di produzione di un mouse a tre pulsanti, oltre 400 $, il quale non lo rendeva adatto ad un personal computer. Apple ha quindi commissionato a Hovey-Kelley Design (che in seguito divenne IDEO) la progettazione di un mouse che costasse solo 25 $, chiedendogli anche di testarlo fuori dai laboratori per rendersi conto di quanto gli utenti fossero volenterosi di utilizzarlo. Dopo aver testato centinaia di prototipi Apple scelse un mouse con un solo tasto, grande all'incirca quanto un mazzo di carte. Il sistema operativo è stato poi riprogettato introducendo delle sequenze di tasti in combinazione con clic sui pulsanti per ricreare alcune delle funzionalità desiderate dal design originale a tre pulsanti Xerox.

### Modelli

#### Lisa Mouse (A9M0050)

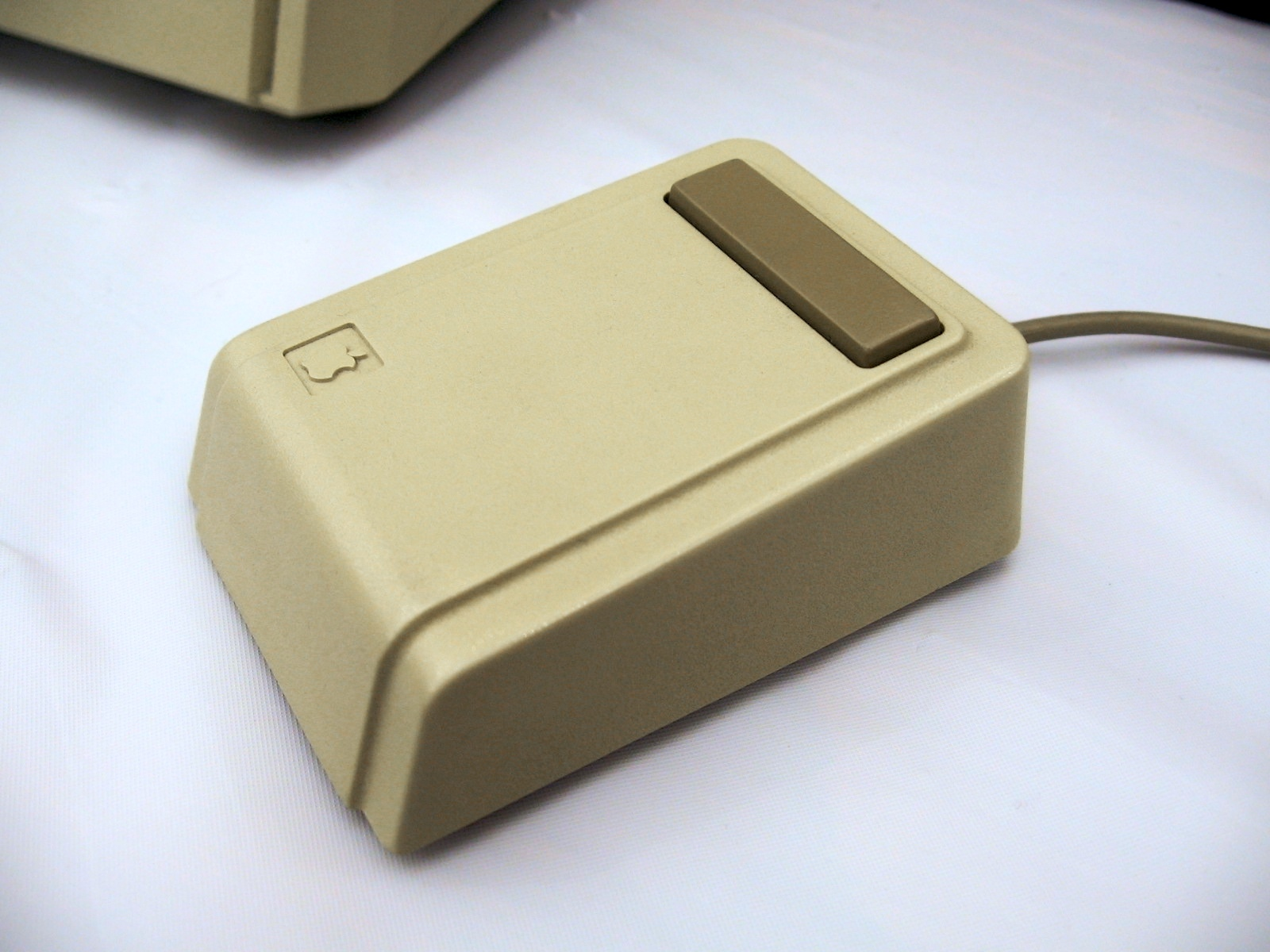
Un Lisa Mouse

È stato creato per l'Apple Lisa ed è stato uno dei primi mai commercializzati, venne progettato sulla base del mouse della Xerox. Particolarità di questo modello è l'implementazione di una sfera d'acciaio invece che di gomma. Si collegava al computer tramite un connettore DE-9 standard a rilascio rapido.
È stato la base del design dei mouse Apple fino all'introduzione del Mighty Mouse nel 2005. Ogni singolo aspetto del mouse è stato studiato e appositamente sviluppato, daquanti pulsanti inserire al suono del clic dello stesso. Il particolare design della custodia è stato progettato da Bill Dresselhaus e incorporava uno stile ispirato all'art déco, con linee curve formali per adattarsi al linguaggio del design Lisa.

#### Macintosh Mouse (M0100)

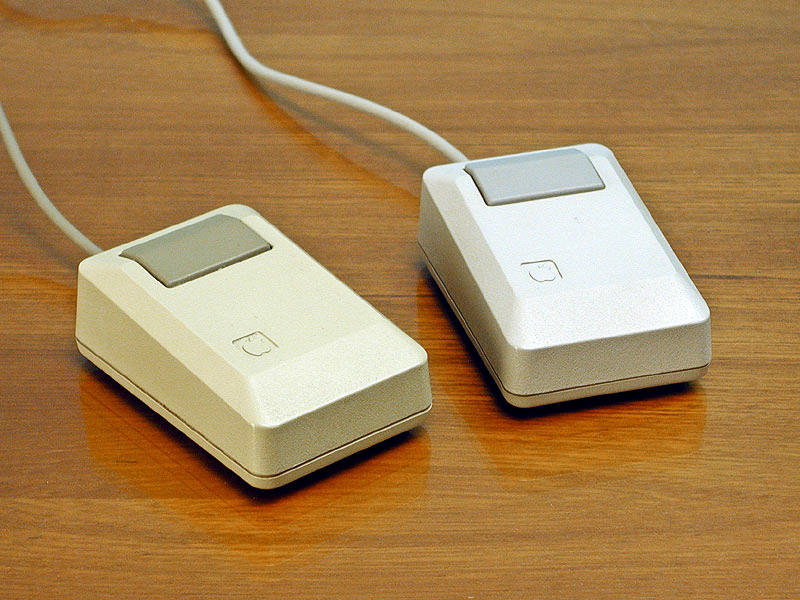
Macintosh Mouse nei colori beige e platino

Il Macintosh Mouse era molto simile al precedente, entrambi possono essere utilizzati su entrambe le macchine. Il case del mouse Macintosh era di un marrone leggermente più scuro del beige di Lisa e aveva linee meno formali, con uno spesso smusso attorno ai bordi per abbinarlo al case del Macintosh. Meccanicamente la sfera d'acciaio è stata sostituita da una sfera ricoperta di gomma, ma per il resto collegata agli stessi connettori DE-9 sebbene aggiornati con una forma quadrata e viti ad alette standard.
Quando il Macintosh Plus debuttò nel 1986, Apple aveva apportato piccole revisioni al meccanismo del mouse e a tutte le linee di prodotti, unificato i connettori dei cavi e utilizzato una forma più arrotondata. L'anno successivo, Apple unificò ancora una volta le sue linee di prodotti adottando un colore grigio "platino" uniforme per tutti i prodotti. Il mouse Macintosh ha subito la modifica definitiva del design nel 1987, aggiornando sia il suo colore a Platinum con accenti "Smoke" grigio scuro contrastanti e piccole modifiche al meccanismo.

#### Apple Mouse IIc

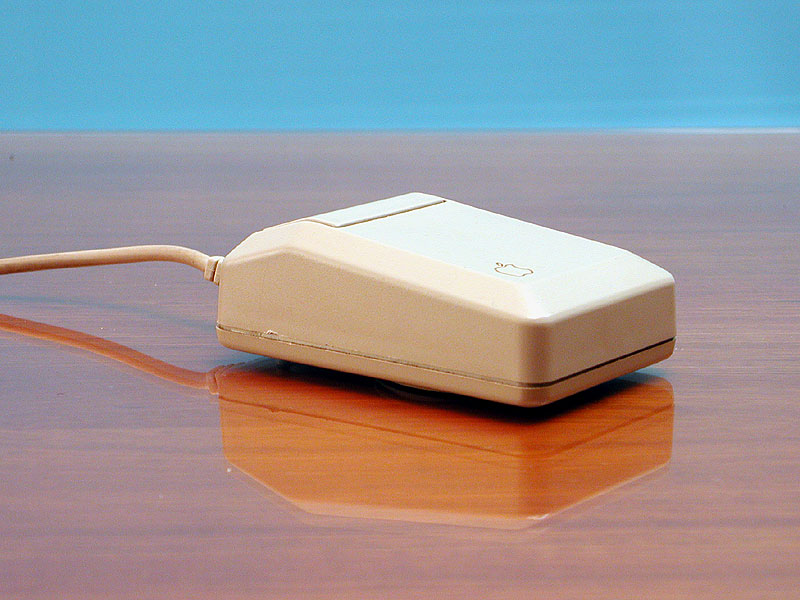
Apple Mouse IIc

Quattro mesi dopo il debutto del Macintosh, fu introdotto l'Apple IIc con l'aggiunta di un mouse opzionale (l'M0100) per manipolare il testo standard di 80 colonne. È simile a quello del Macintosh, anche se di un colore beige crema per abbinarsi al case del computer, ha un design leggermente modificato e un po' più elegante della forma più squadrata del Macintosh. Inoltre è interamente dello stesso colore, eliminando i dettagli in contrasto sul pulsante e sul cavo. A differenza del Macintosh, il mouse IIc condivideva una porta a con i joystick: affinché l'IIc sapesse cosa gli era collegato, il suo mouse doveva inviare il segnale appropriato. Nonostante queste differenze aveva esattamente lo stesso numero di modello della versione Macintosh.
L'A2M4015, confezionato per l'IIc, ha portato in concomitanza con un piccolo cambiamento nel meccanismo del mouse e nello stile del connettore.
Nel 1988 l'A2M4035 assunse l'aspetto fisico e la colorazione identici al Macintosh Mouse grigio platino. A differenza dei suoi predecessori, le versioni prodotte negli Stati Uniti del mouse Platinum Macintosh/Apple IIe funzioneranno anche sull'IIc. Tutte le versioni del mouse IIc funzioneranno con qualsiasi scheda Macintosh o Apple II. Di conseguenza, Apple ha venduto per un breve periodo il modello intermedio come Apple Mouse, opzionalmente per l'utilizzo su tutte le piattaforme.

#### Apple Mouse II (M0100/A2M2050)
Verso la metà del 1984, l'impegno di Apple nel portare il mouse in tutta la sua linea di prodotti portò al rilascio della scheda periferica Mouse Interface per l'Apple II. Poiché si trattava di una porta mouse dedicata, Apple ha semplicemente riconfezionato il mouse Macintosh, ma con lo stesso cavo e connettore beige crema utilizzati sul mouse IIc e lo ha fornito in bundle insieme a un software speciale chiamato MousePaint da utilizzare con i computer Apple II, II Plus e IIe. Come il mouse IIc originale, utilizzava lo stesso numero di modello del mouse Macintosh. A differenza del Mouse IIc, però, può essere intercambiato con la versione Macintosh, ma non può essere utilizzato sull'IIc. A causa della popolarità del Macintosh e della carenza di mouse, Apple ha successivamente riconfezionato anche l'originale Apple Mouse IIc in questo pacchetto poiché era compatibile multipiattaforma. L'AppleMouse II e i suoi successori non furono mai inclusi come dotazione standard su nessun computer.

#### Apple Mouse (A2M4015)
Poiché l'originale Apple Mouse IIc era compatibile su tutte le piattaforme, Apple rinominò il mouse nel 1985 e lo offrì come acquisto opzionale per tutti i computer e separato dalla scheda di interfaccia Apple II. Presentava un meccanismo aggiornato e il nuovo connettore del cavo arrotondato uniforme. Apple riutilizzerà brevemente questo nome in seguito per un Apple Pro Mouse ribattezzato.

#### Apple Mouse IIe (A2M2070)
Nel 1986, Apple aveva aggiornato le sue linee di prodotti con nuovi connettori per cavi. Con l'Apple IIe già vecchio di tre anni, l'AppleMouse II è stato ribattezzato solo per l'IIe e utilizzava essenzialmente un mouse Macintosh riconfezionato senza modifiche. Successivamente utilizzerà anche la versione Platinum Macintosh. La versione prodotta negli Stati Uniti del mouse Platinum è anche intercambiabile con il mouse IIc dall'aspetto identico.

#### Apple Desktop Bus Mouse (G5431/A9M0331)

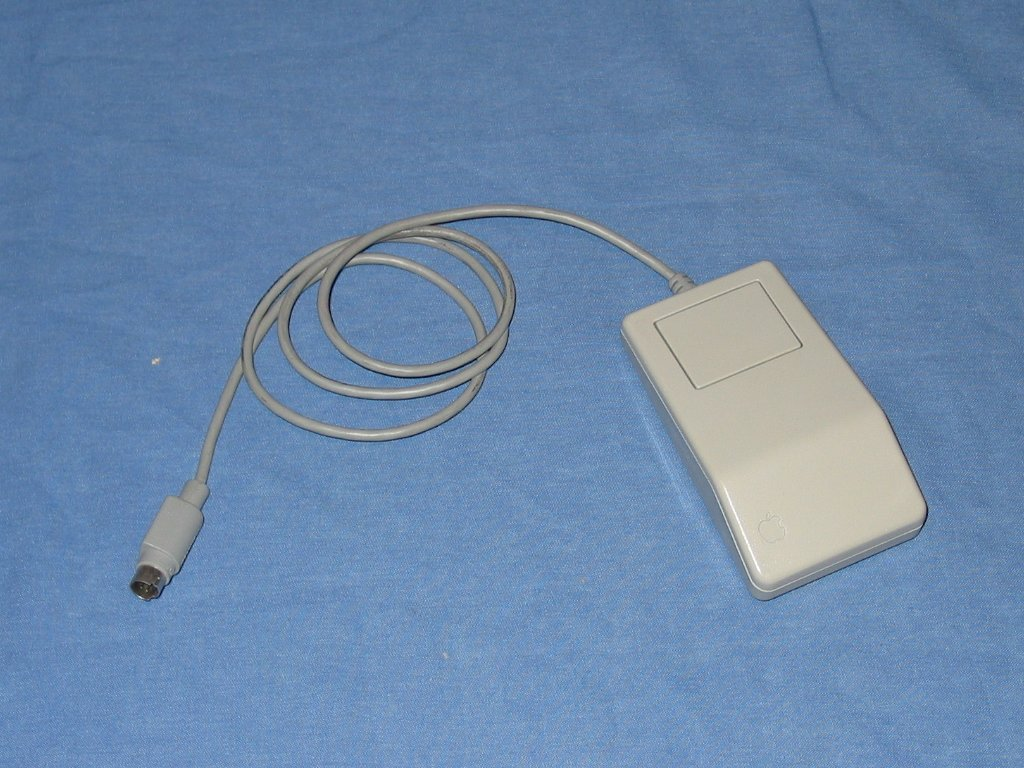
Mouse ADB

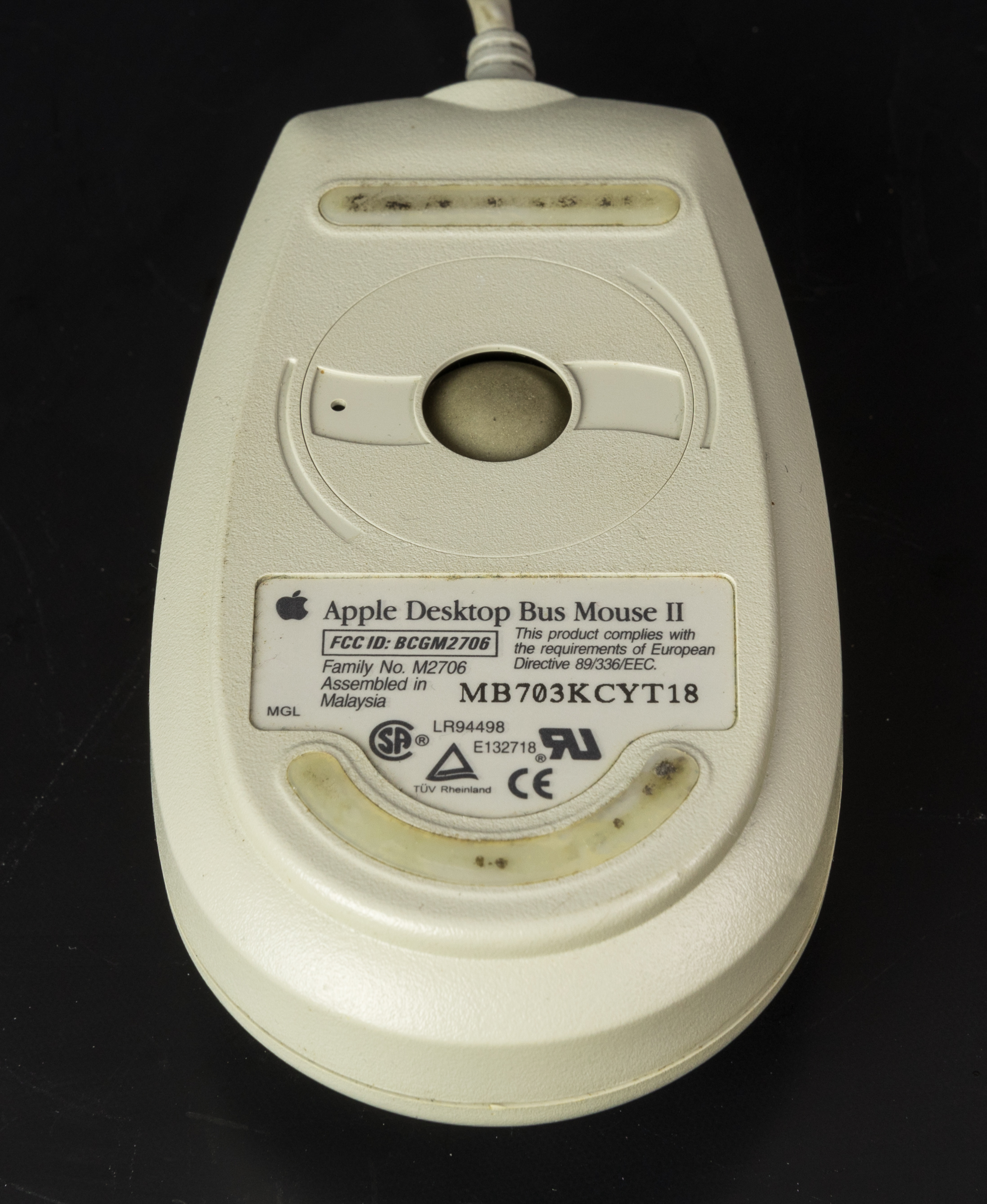
Retro di un Apple Desktop Bus Mouse II

Nel settembre 1986 Apple avviò un anno di grandi cambiamenti convertendo i suoi mouse e tastiere all'Apple Desktop Bus. Recentemente riprogettato, questo mouse ha mantenuto l'impronta a blocchi del suo predecessore, ma aveva un profilo triangolare più basso. Il primo mouse ufficiale con il design Snow White (l'Apple Mouse IIc era tecnicamente il primo), era di un colore grigio platino uniforme, compreso il pulsante singolo, con solo i cavi e i connettori che conservavano il colore "Smoke" grigio più scuro a contrasto. Fu introdotto sul computer Apple IIGS e in seguito divenne il mouse standard incluso in tutti i computer desktop Macintosh per i successivi sei anni.
Sono stati prodotti in totale 3 mouse di questo tipo. L'originale è stato prodotto a Taiwan con due varianti. Uno è stato venduto con l'Apple IIGS con la designazione del numero di modello A9M0331. L'altro è stato venduto con Macintosh II e SE con la designazione del numero di famiglia G5431. A parte i numeri ID FCC, entrambi erano esattamente uguali e venivano forniti con una track ball nera.
Gli altri due furono prodotti negli Stati Uniti e in Malesia con la denominazione familiare G5431. Entrambi identici al mouse prodotto a Taiwan, ad eccezione di una pallina grigia.

#### Apple Desktop Bus Mouse II (M2706, M2707)

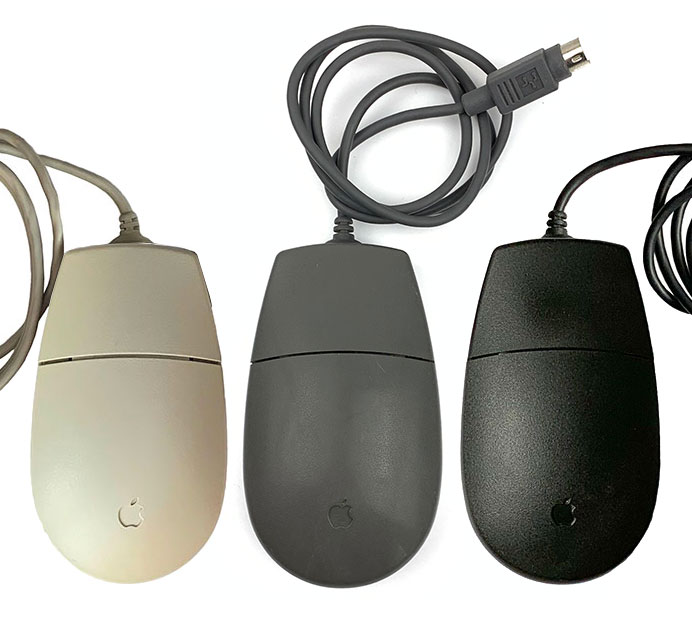
Apple Desktop Bus Mouse II platino, grigio e nero

Alla sua terza importante riprogettazione in dieci anni, il mouse Apple ha abbandonato il suo esterno a blocchi per passare a curve arrotondate. Il cosiddetto mouse a goccia era essenzialmente lo stesso del suo predecessore ma con un nuovo case successivamente ritenuto la forma ideale del mouse. In effetti, il design di base è perseverato nei modelli attuali, oltre ad essere ampiamente adottato da altri produttori di mouse. Era incluso in tutti i computer desktop Macintosh dal 1993 al 1998 in colore platino con il modello M2706. È stato anche il primo mouse prodotto da Apple in nero per abbinarsi al Macintosh TV e al Macintosh Performa 5420 venduto in nero; anche con il modello M2706. Una versione grigio scuro è stata rilasciata nel 1993 come accessorio con codice colore per la serie PowerBook 100 con il modello M2707.

#### Apple USB Mouse (M4848)

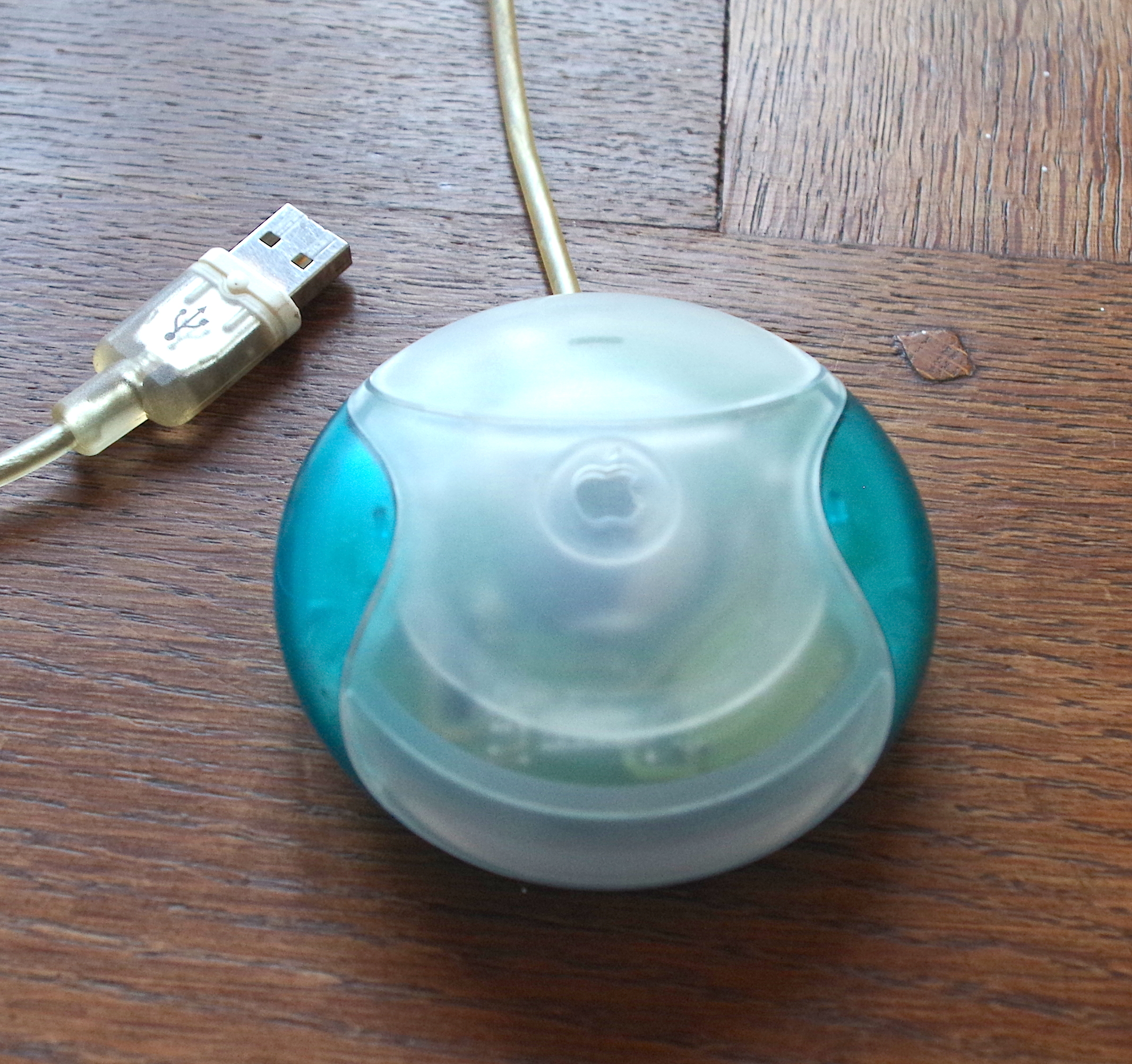
Apple USB Mouse

L'Apple USB Mouse è stato il primo mouse USB di Apple. Rilasciato con l'iMac nel 1998 e incluso in tutti i modelli successivi per i due anni seguenti, il mouse USB rotondo soprannominato "disco da hockey" è ampiamente considerato uno dei peggiori errori di progettazione di Apple. Segnando il passaggio da ADB, il colorato mouse traslucido rappresentava un cambiamento radicale rispetto ai suoi predecessori, fino a diventare una palla la cui superficie bicolore svolazzava davanti agli occhi dell'utente mentre girava sotto l'alloggiamento traslucido del mouse.
Per quanto elegante, la forma rotonda del mouse è ampiamente considerata goffa, a causa delle sue piccole dimensioni e della tendenza a ruotare durante l'uso. Questa è stata una delle cause principali del successo degli adattatori da ADB a USB, in quanto consentivano l'uso del vecchio e più comodo ADB Mouse II con quegli iMac. Le revisioni successive includevano una rientranza superficiale sulla parte anteriore del pulsante singolo del mouse, ma ciò non era sufficiente per impedire un'ondata di shell di terze parti collegate al mouse USB per conferirgli la forma ellittica del mouse ADB.
Un altro difetto introdotto nel mouse USB Apple, condiviso tra tutte le offerte USB di Apple, è il cavo insolitamente corto. Sebbene destinata all'uso tramite l'hub USB integrato nelle tastiere Apple (che a loro volta avevano cavi integrali più corti dopo la transizione USB, spingendo infine Apple a raggruppare cavi di prolunga solo per tastiera con i Mac tower), la transizione di Apple all'USB ha coinciso con lo spostamento delle porte su i loro laptop dal centro verso il bordo sinistro. Poiché nessuno dei mouse USB di Apple ha cavi più lunghi di mezzo metro, sono poco pratici per la maggior parte degli utenti destrimani.

#### Apple Pro Mouse (M5769)

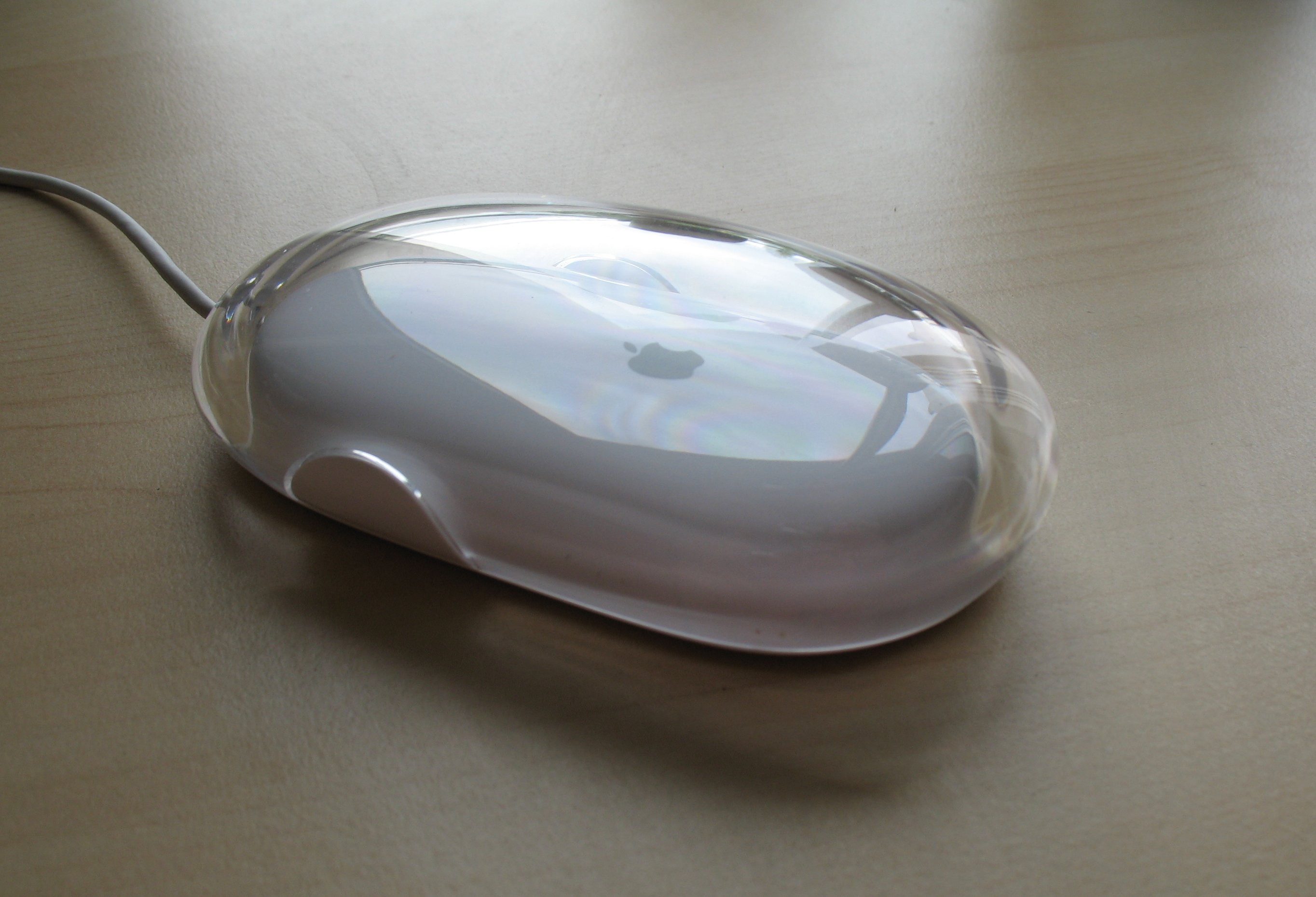
Apple USB Mouse - Una versione bianca dell'Apple Pro Mouse: ha anche le impugnature bianche sul lato, mentre sul Pro Mouse erano trasparenti

Allontanandosi dai colori audaci dell'iMac e ritornando allo stile del design tradizionale del mouse, Apple interruppe la produzione del mouse USB nel luglio 2000 e introdusse il mouse Pro completamente nero. Un design simile al mouse ADB II, l'Apple Pro Mouse nero era circondato da un guscio di plastica trasparente. Dopo aver sopportato anni di critiche per la continuazione del mouse a un pulsante, Apple ha effettivamente capovolto il design di un mouse "normale", con l'aspetto elegante e senza caratteristiche che ha ispirato il suo scherzoso appellativo di "il primo mouse a zero pulsanti."
Questo è stato il primo mouse Apple a utilizzare un tracciamento ottico a stato solido invece di una sfera di gomma per il suo meccanismo di tracciamento. Sul mouse è presente un quadrante per regolare la forza del clic del mouse. Era incluso come mouse standard in tutti i Mac desktop in vendita e successivamente è stato reso disponibile in bianco. Nel maggio 2003, il mouse ha subito una piccola riprogettazione, durante la quale la versione nera è stata interrotta, il quadrante della forza di clic è stato rimosso e Pro è stato eliminato dal suo nome.
L'Apple Wireless Mouse (A1015), una versione wireless basata su Bluetooth dell'Apple Pro Mouse in bianco, è stato rilasciato nel settembre 2003 come il primo mouse wireless di Apple.

#### Apple Mighty Mouse

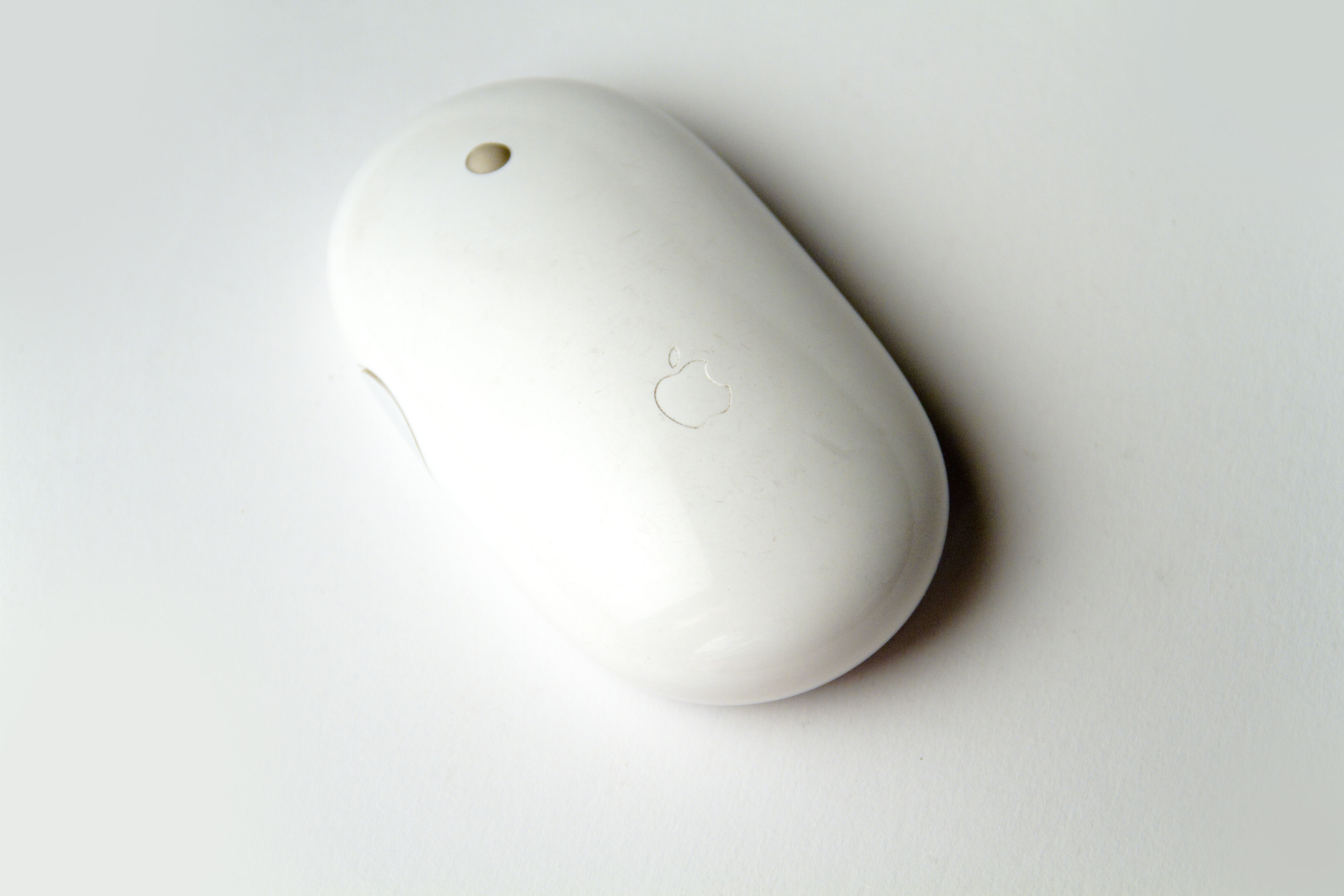
La versione wireless dell'Apple Mighty Mouse

Precedentemente incluso in tutti i nuovi modelli desktop Macintosh, rappresentava un importante allontanamento dalla filosofia Apple del pulsante unico integrata nel suo design sin dai tempi del Lisa. Questo mouse si chiamava Mighty Mouse ma è stato ribattezzato semplicemente "Apple Mouse" nel 2009 a causa di problemi legali con il nome.
Il Mighty Mouse include un design con pulsanti sensibili al tocco che supporta il clic sinistro e destro, nonché una pallina di scorrimento che supporta il movimento di scorrimento a 360 gradi. È stata rilasciata anche una versione wireless (A1197) del Mighty Mouse, in sostituzione del Wireless Mouse.

#### Apple Magic Mouse

##### Prima generazione

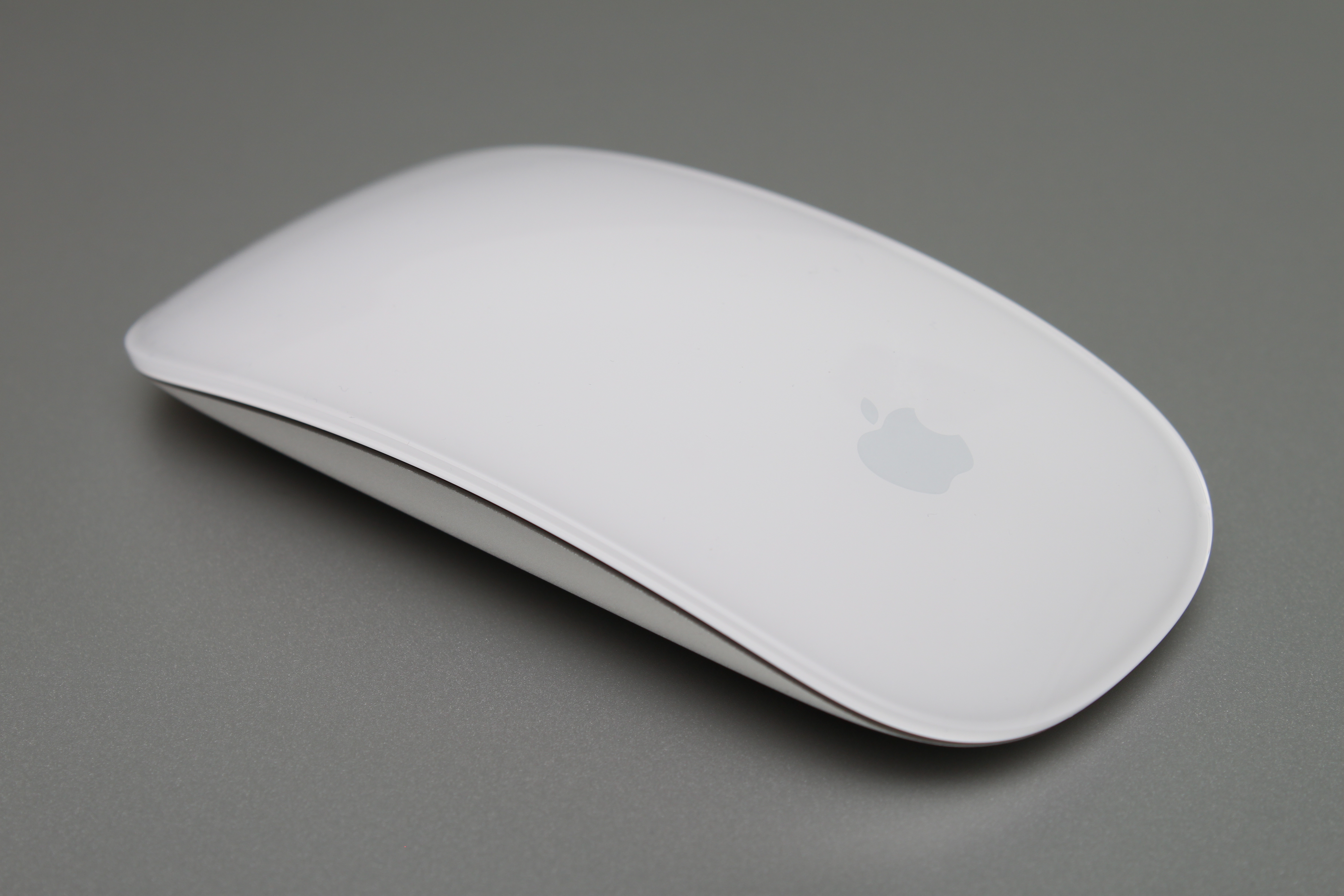
Apple Magic Mouse

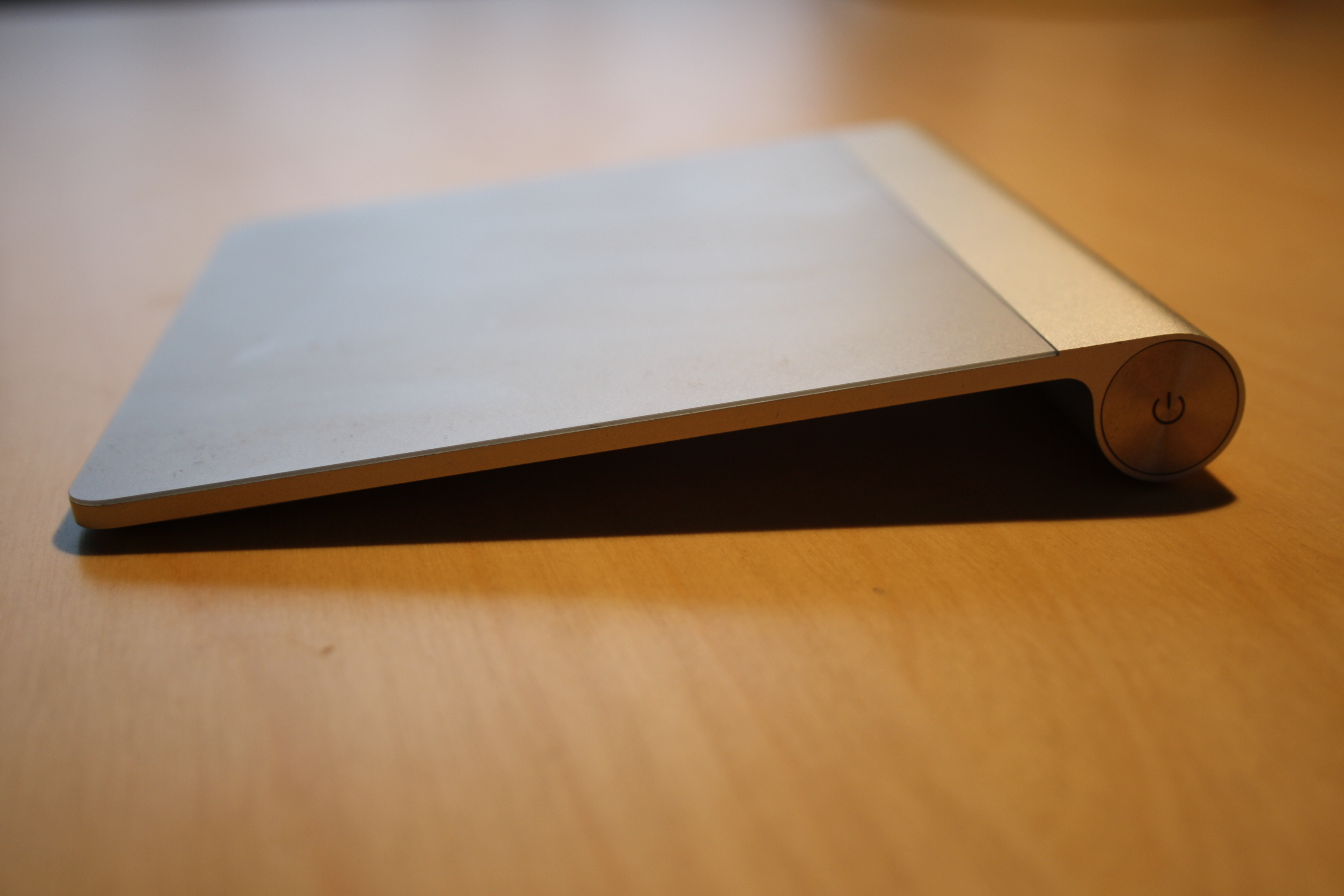
Il Magic Trackpad di prima generazione

Introdotto il 20 ottobre 2009 in sostituzione del Mighty Mouse wireless, il Magic Mouse presenta un'interfaccia multi-touch simile ai trackpad di iPhone, iPod Touch e MacBook. Il mouse include anche funzionalità Bluetooth wireless e un sensore di tracciamento laser. Il Magic Mouse supporta il clic a due pulsanti, i gesti multi-touch e lo scorrimento inerziale in Mac OS X. Il Magic Mouse era incluso con iMac e Mac Pro di prima generazione.

##### Seconda generazione

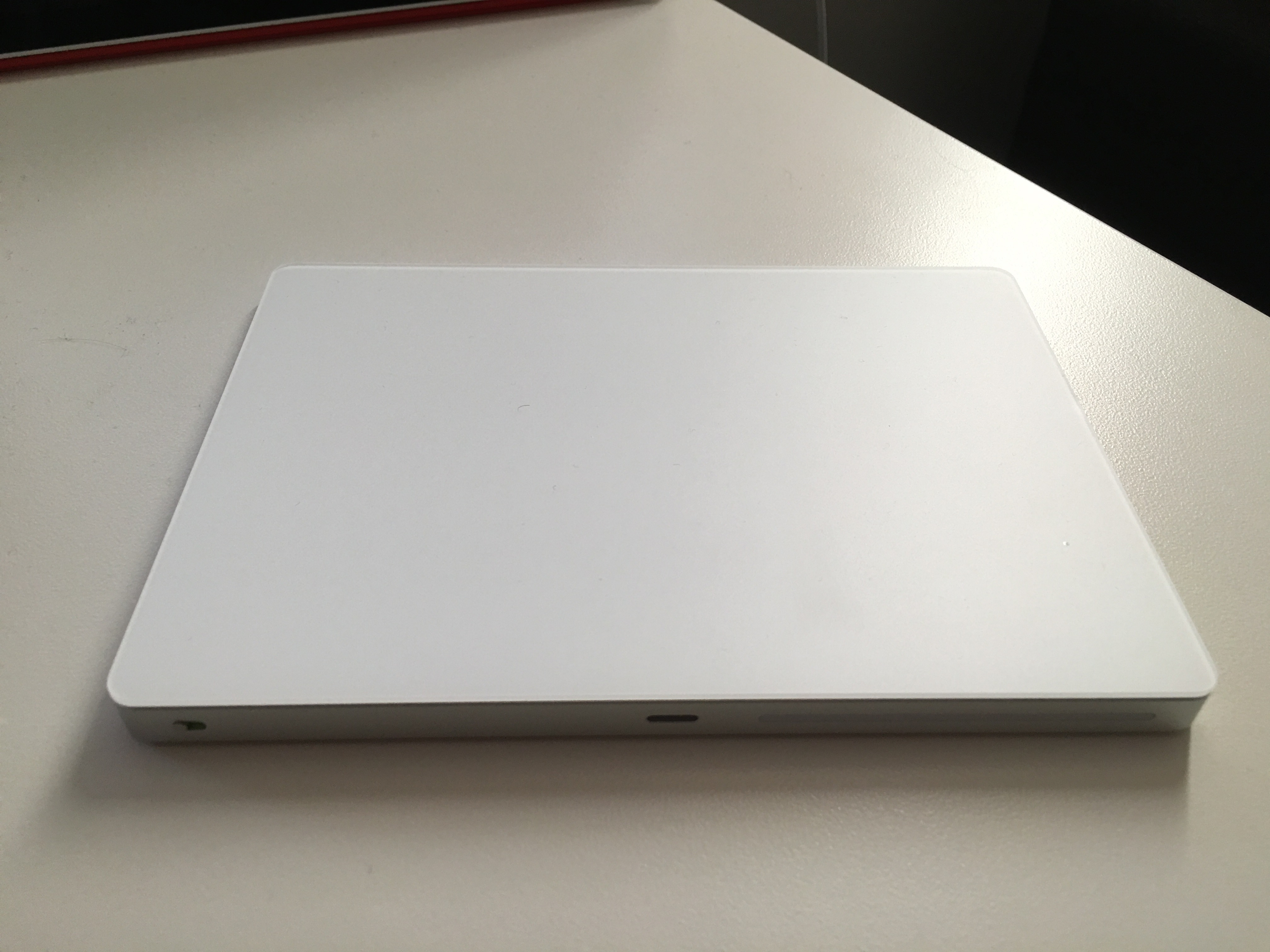
Magic Trackpad 2

Il 13 ottobre 2015 Apple ha rilasciato un Magic Mouse di seconda generazione (inizialmente commercializzato come Magic Mouse 2), in sostituzione del Magic Mouse di prima generazione. È alimentato da un accumulatore agli ioni di litio anziché da batterie AA. La batteria viene caricata tramite il connettore Lightning situato nella parte inferiore del mouse. Di conseguenza, il mouse è inutilizzabile durante la ricarica, una scelta progettuale che è stata accolta male dalla critica. Magic Mouse 2 è stato incluso con iMac, iMac Pro e Mac Pro ed è anche disponibile come acquisto separato.
Le versioni recenti di macOS e iPadOS includono il supporto completo per il Magic Mouse di seconda generazione. Il mouse è stato reso disponibile in molti colori diversi; è disponibile nei colori bianco e argento dal 2015, come il Magic Mouse di prima generazione. Nel 2017 è stato introdotto un colore grigio siderale per abbinarlo all'iMac Pro, un colore nero e argento nel 2019 per abbinarlo al Mac Pro di terza generazione e una varietà di colori pastello nel 2021 per abbinarlo all'iMac Apple Silicon.

#### Notebook

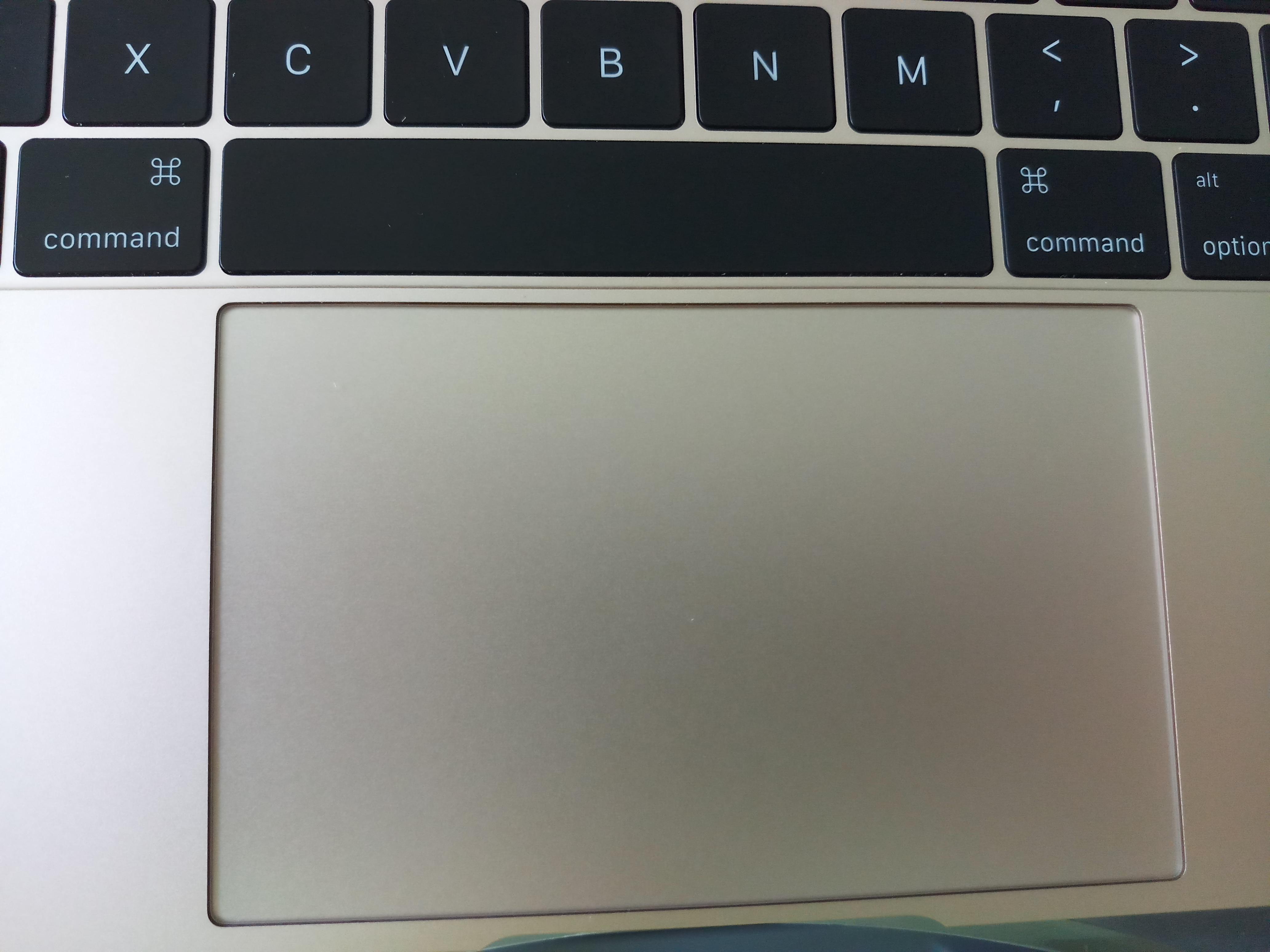
Il trackpad Force Touch su un MacBook da 12 pollici

### Trackball

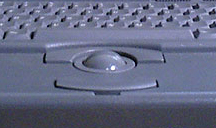
Trackball di un PowerBook 140

## Trackpad

### Integrati